# Agapete

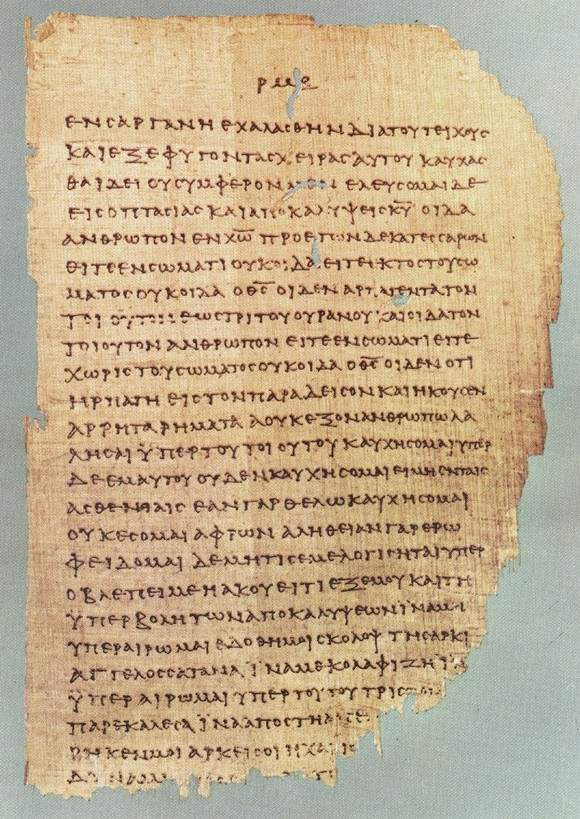
Frammento papiraceo ^{46} delle lettere paoline: il fondamento dottrinale delle agapete viene indicato nella Prima lettera ai Corinzi

Le agapete (lat. agapetae, dal greco ἀγαπηταί, amate, dilette), nel I secolo, alle origini della cristianità, erano delle vergini cristiane che individualmente consacravano la propria vita a Dio con un voto di castità e conducevano vita in comune con ecclesiastici che professavano il celibato, mettendosi al loro servizio per spirito di carità, convivendovi castamente, occupandosi del disbrigo di servizi e della gestione delle incombenze quotidiane. Erano chiamate anche sorelle adottive.
Il fondamento dottrinale di queste forme di convivenza e amore spirituale (agape) con persone dell'altro sesso, veniva individuato nella Prima lettera ai Corinzi (9,4-5).
La convivenza fu in origine casta, ma in seguito, a dispetto dell'origine spirituale, del fondamento dottrinario, e nonostante il blando deterrente offerto dalla verificabilità della illibatezza della donna, questa usanza diede adito a vere e proprie degenerazioni, aberrazioni e scandali, che spesso gettarono una generale ombra di sospetto sull'intero fenomeno spirituale. Per questo motivo, la pratica fu oggetto di frequenti deprecazioni e divieti, ricevendo attenzione sfavorevole non solo nel campo della morale religiosa, ma anche nell'ambito della legislazione civile del V secolo, come mostrano i divieti accolti nel Codice Teodosiano.
Ma l'ostilità non bastò a mettere fine al fenomeno, la cui completa eradicazione avvenne solo molti secoli più tardi, nel 1139, sotto il pontificato di Innocenzo II, con il Concilio Lateranense II.
Le agapete non vanno confuse, come spesso succede, con le Virgines (o mulieres) subintroductae (gr. parthenoi syneisaktai), cioè le «vergini (o donne) introdotte di nascosto», che convivevano con chierici al di fuori di voti spirituali. Anche questa pratica fu all'origine di aberrazioni, sospetti e divieti.
Il termine indicava pure, alla fine del IV secolo, una setta eretica gnostica, animata principalmente da donne, legate da un vincolo di segretezza particolarmente vincolante.

## Origini della consuetudine

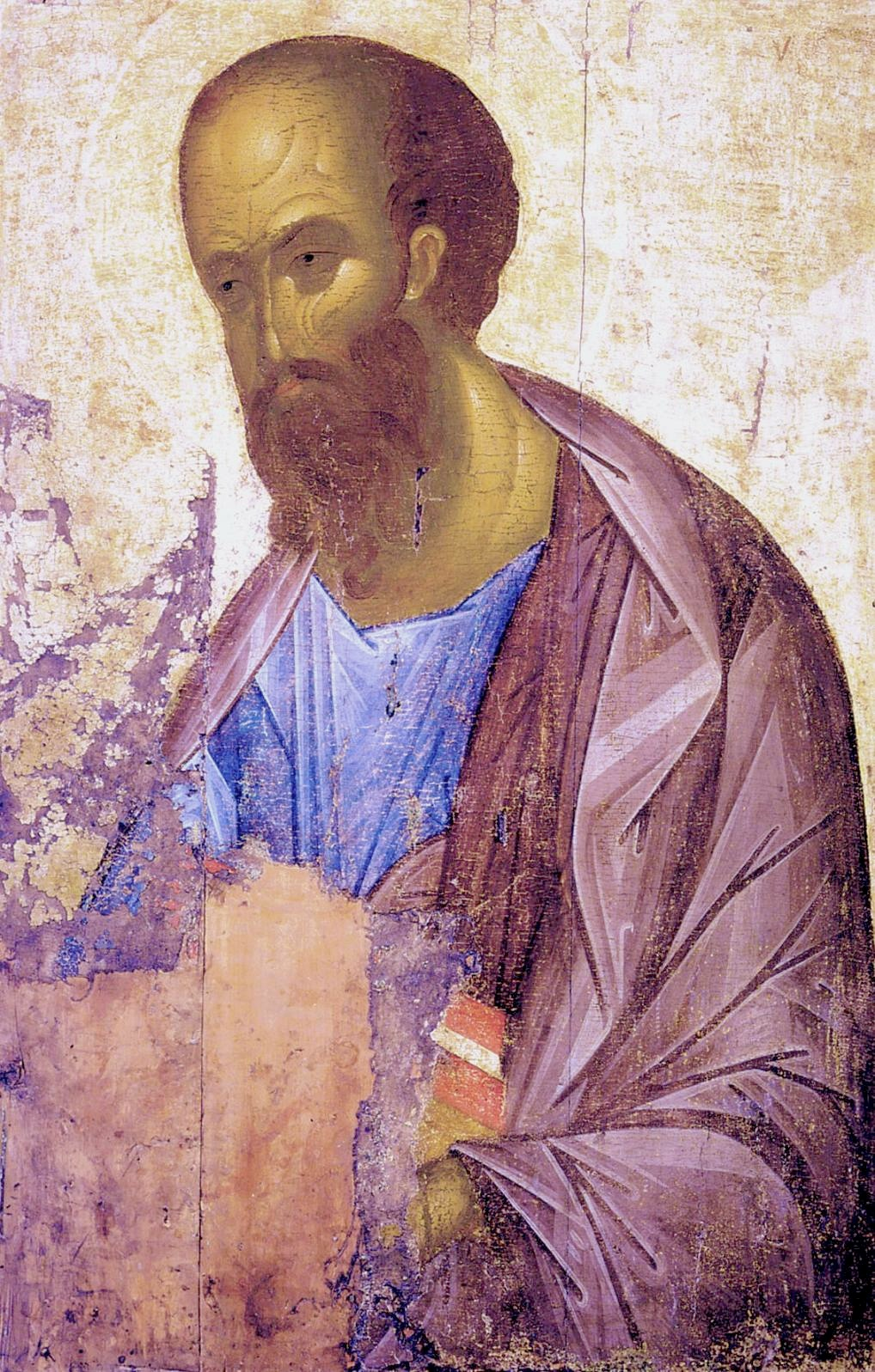
Andrej Rublëv, San Paolo, icona del 1407, Galleria Tret'jakov

L'usanza dei chierici di tenere con sé in casa una vergine, o una donna, viene fatta risalire a un fondamento presente nella dottrina paolina. Esso si trova espresso nella Prima lettera ai Corinzi, in quel passo in cui Paolo di Tarso afferma:
(1cor 9,4-5, traduzione CEI)
È molto probabile che in origine queste vergini, essendosi consacrate individualmente a Dio, e non facendo così parte di una comunità religiosa, avessero bisogno di laici che si prendessero cura delle loro faccende materiali: era quindi naturale che la scelta di associarsi con altri cadesse su persone che, come loro, avevano pronunciato un voto di castità.

## Degenerazioni

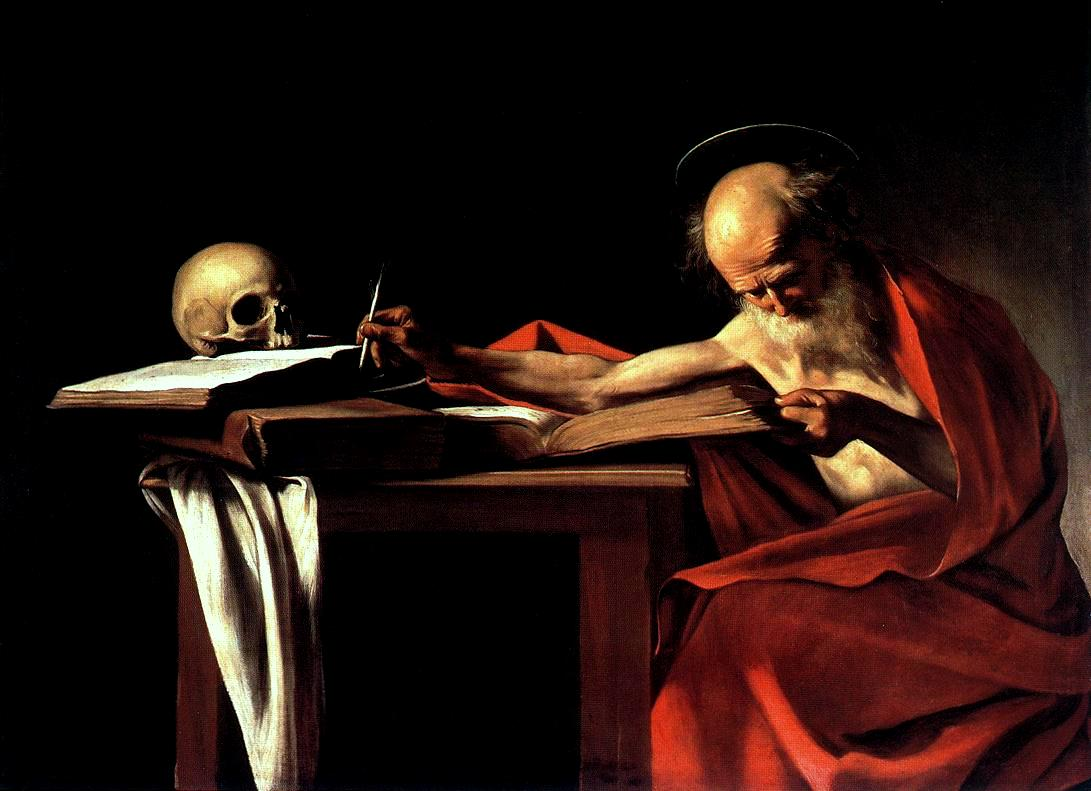
San Gerolamo (qui nell'interpretazione di Caravaggio) ebbe parole durissime contro la convivenza con le agapete.

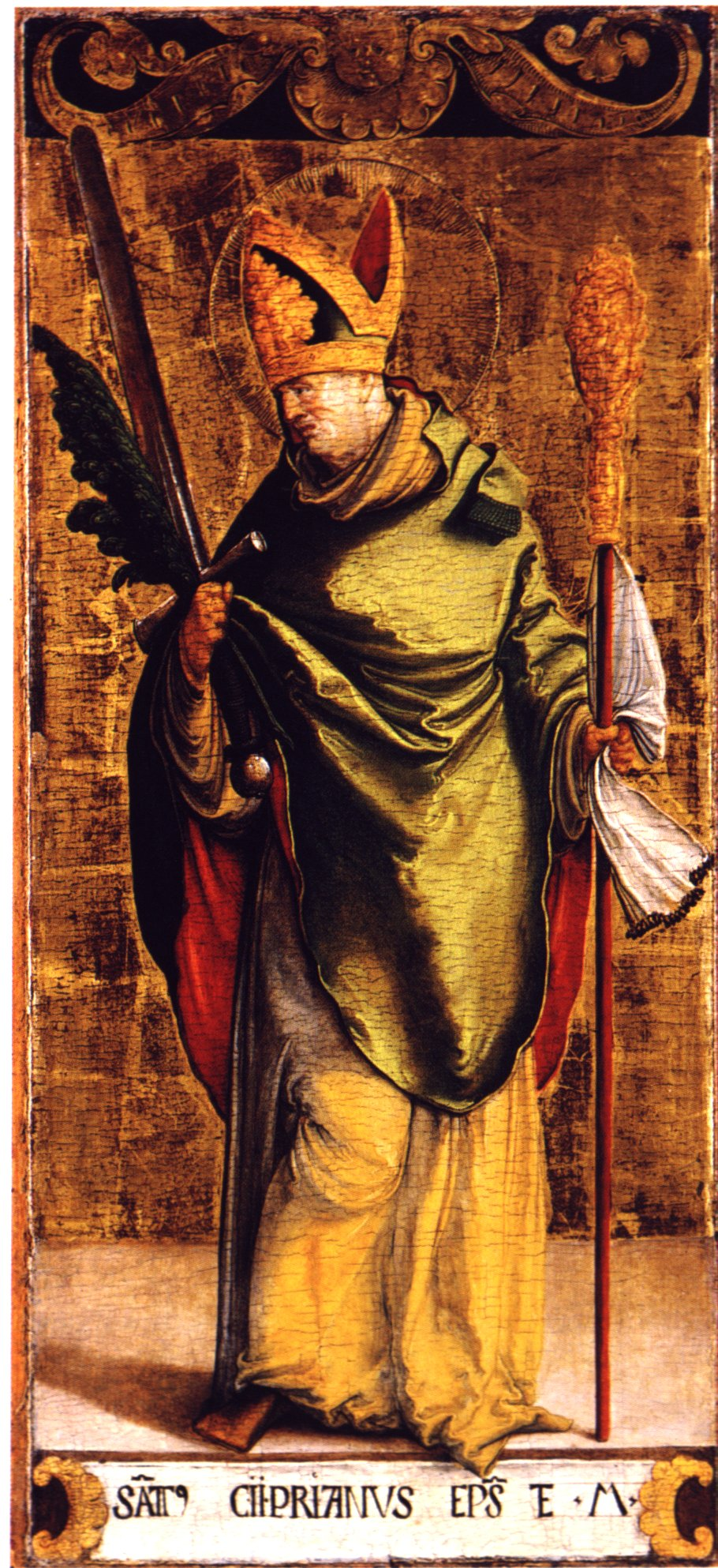
San Cipriano, padre della Chiesa, bollò la consuetudine come indecorosa.

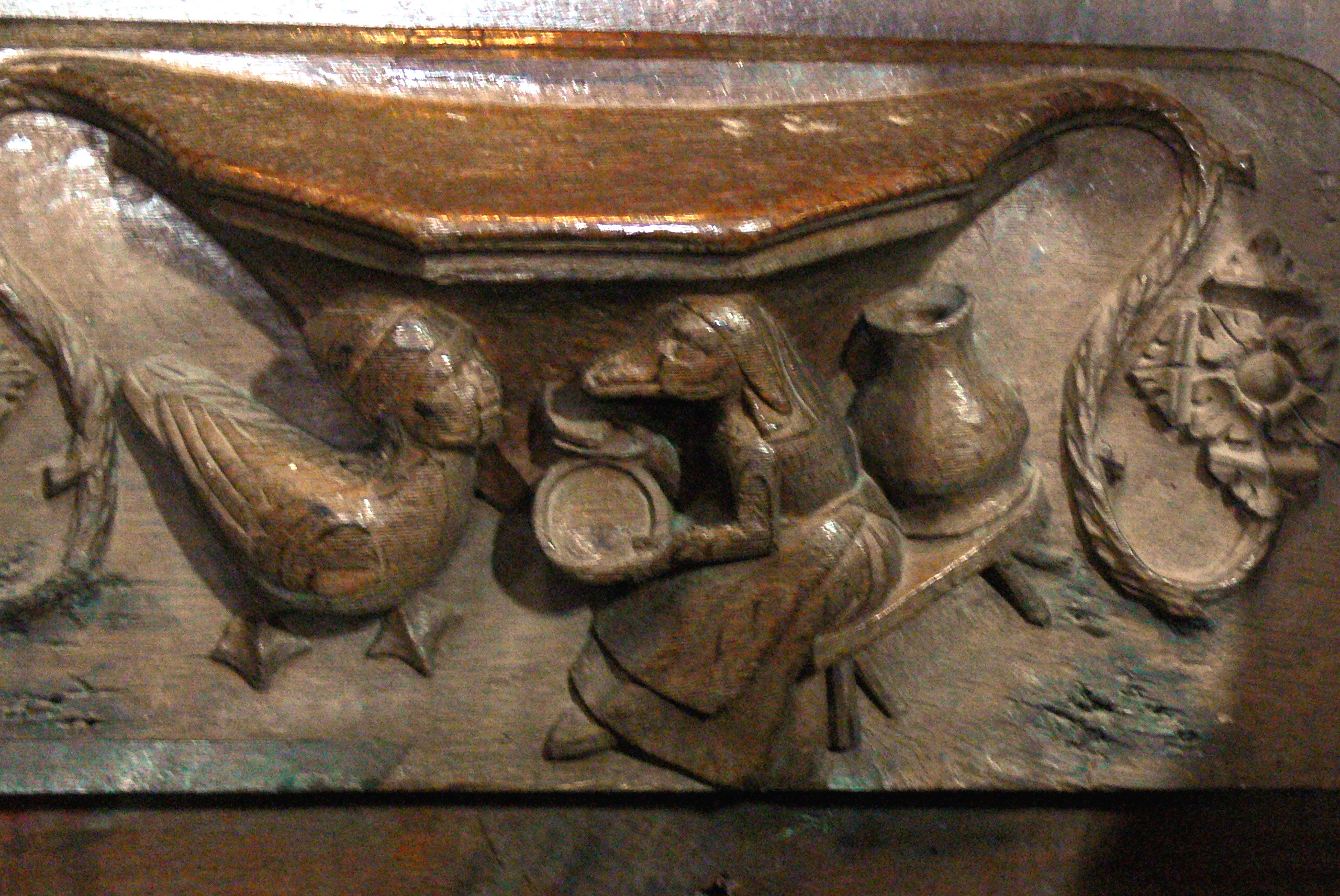
Satira medievale del concubinaggio, in una misericordia dalla Cattedrale di St David's

Questa fraternità fu in principio edificante e sacra, fondata com'era sull'aiuto reciproco, su una comunità di vita e su un amore spirituale; questa comunanza spirituale si accompagnava in alcuni casi anche al giacere insieme, nello stesso letto, quale forma estrema di negazione del sé e della propria fisicità, attraverso la denegazione della sessualità.
Con il passare del tempo, però, la consuetudine degenerò verso forme disdicevoli, ingenerando pratiche fornicatorie e scandalose. Le aberrazioni gettarono così una generale ombra di sospetto e discredito sull'intero fenomeno spirituale, un'ombra che si allungava a lambire anche chi, nei fatti, praticava l'unione in maniera casta e genuina.

### Opinioni avverse di alcuniPadri della Chiesa
Lo stato in cui si era ridotta la prassi comunitaria con le agapete finì così per suscitare lo sdegno e l'opposizione dei Padri della Chiesa, tra cui San Girolamo (347-420) - forte sostenitore del celibato ecclesiastico - che, ad esempio, così si esprimeva:
(dalla Lettera a Eustochio, Sofronio Eusebio Girolamo)
Una lettera di San Cipriano (210-258), vescovo di Cartagine e Padre della Chiesa, mostra come questo costume fosse diffuso tra le terre d'Africa e in Oriente nella prima metà del III secolo. Cipriano mostra profonda avversione a questa forma di concubinaggio, a cui non poteva essere riconosciuta alcuna patente di castità, nemmeno basandosi su una preservata verginità, dal momento che la verifica di quest'ultima può facilmente essere sviata dall'inganno, rendendola un deterrente del tutto inefficace. Inoltre, aggiunge San Cipriano, l'eventuale positivo accertamento della verginità non era comunque in grado poi di escludere rapporti sessuali di tipo diverso, la cui messa in pratica coinvolgesse altre parti del corpo riuscendo a sfuggire a ogni ispezione:
(San Cipriano, Epistulae - A Pomponio, riguardo a certe vergini, LXI.4)
Per questo motivo, la pratica di associarsi a una agapeta fu deprecata e avversata dai concili ecumenici del IV secolo. Di questa pratica si occupa anche la legislazione civile di fine IV secolo, la cui ostilità è testimoniata dai ripetuti divieti accolti nel Codice Teodosiano.
Il concilio di Ancira (l'odierna Ankara), nel 314, vietò a queste vergini consacrate a Dio di convivere con uomini come sorelle, ma il divieto non dovette essere completamente efficace, visto che San Gerolamo accusa i monaci siriani di vivere in città accompagnandosi a vergini cristiane.

### Abrogazione dell'istituto (1139)
Bisogna attendere però tempi relativamente recenti perché se ne avesse la definitiva abolizione: questa fu decretata nel 1139, dal Concilio Lateranense II, sotto il pontificato di Innocenzo II.

## Differenze e confusioni con levirgines/mulieres subintroductae

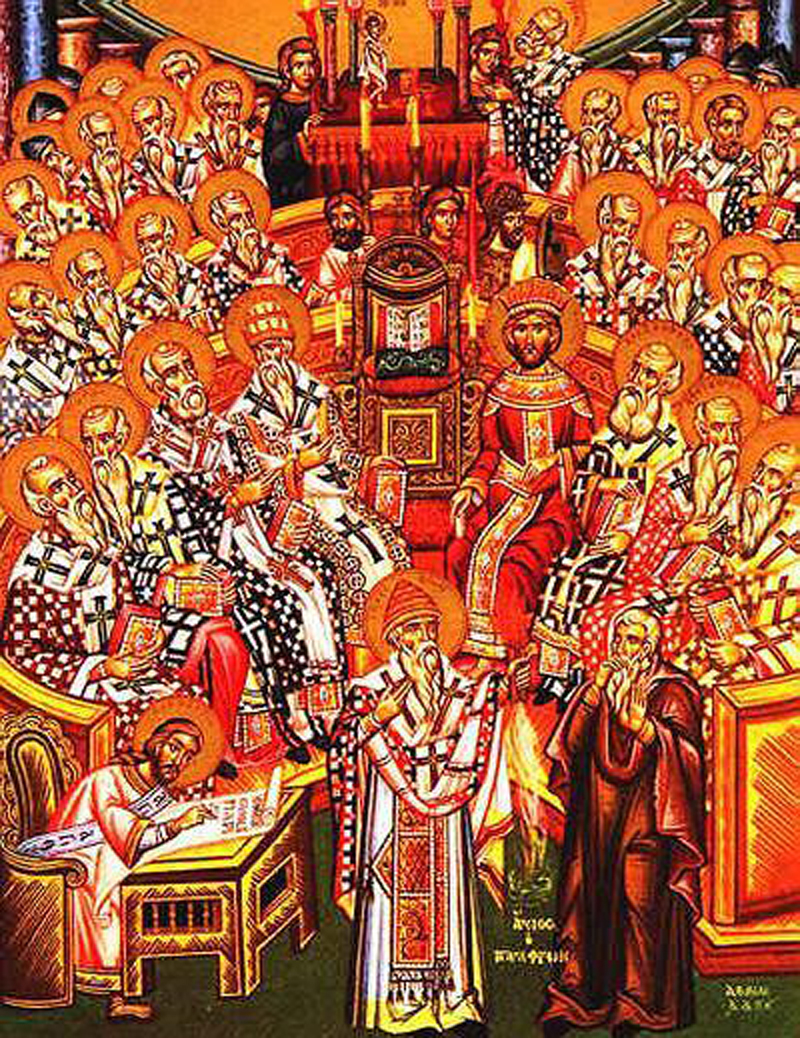
Il Concilio di Nicea, il primo concilio cristiano, qui in un'icona ortodossa del 325, si espresse contro l'usanza delle parthenoi syneisaktai.

Le agapete non vanno confuse, come spesso avviene, con le Virgines (o mulieres) subintroductae (gr. parthenoi syneisaktai), cioè le «vergini (o donne) introdotte di nascosto», conviventi con chierici, in una pratica che fu anch'essa all'origine di devianze e pertanto oggetto di divieti.
Queste ultime erano donne che, al di fuori di voti spirituali, vivevano con un chierico senza aver contratto matrimonio: questa classe di comportamenti, ugualmente esposta a degenerazioni, fu espressamente presa di mira dal divieto contenuto nel terzo canone del primo Concilio di Nicea nel 325 (Delle donne che vivono nascostamente con i chierici):
(Primo Concilio di Nicea, Delle donne che vivono nascostamente con i chierici)

## La setta segreta delle agapete
Da un punto di vista semantico, la stessa parola, di origine greca, si riferisce inoltre alle persone che professano il reciproco amore (da agape). Questa ha fatto sì che il termine agapete fosse anche utilizzato per denotare un ramo degli gnostici, attivo sul declinare del IV secolo.
Secondo San Girolamo, questa specie di setta era composta principalmente da donne, il cui insegnamento tendeva a riabilitare la purezza delle pratiche sessuali: queste, infatti, erano da considerarsi come purificate da ogni indecenza qualora, nel metterle in atto, mente e coscienza morale rimanessero pure.
La segretezza della setta era considerata proverbiale: secondo Agostino di Ippona, le appartenenti a questa accolita erano capaci di giurare e spergiurare piuttosto che tradire il vincolo di segretezza che le legava alla setta.